# Беатрис Бертет
 Беатрис Бертет је швајцарска параолимпијска скијашица. Представљала је Швајцарску у параолимпијском алпском скијању на Зимским Параолимпијским играма 1984, 1988. и 1992. године . Освојила је две бронзане медаље у Инзбруку 1988.

## Каријера
На Зимским параолимпијским играма 1984. заузела је пето место у женском спусту ЛВ4 . На играма 1988. у Инзбруку, Бертет је завршила на 3. месту у ЛВ10 слалому за 1:45,39, и у велеслалому (треће место са временом 2: 24,85.
Заузела је шесто место у женском слалому ЛВ3,4,9 на Зимским параолимпијским играма 1992.